# Germaine Tailleferre
Germaine Tailleferre, född 19 april 1892 i Parc Saint-Mer, Frankrike som Germaine Taillefesse, död 7 november 1983 i Paris, fransk tonsättare, medlem av tonsättargruppen Les Six. 
Tailleferre var den enda kvinnan i Les Six. Hon bytte efternamn i sin ungdom av rädsla för att bli upptäckt av fadern, som vägrat understödja hennes musikstudier. Germaine Tailleferre studerade för bland andra Maurice Ravel.

## Verk (urval)
- Jeux de plein air för två pianon, 1917
- Les mariés de la Tour Eiffel, balett, 1921 (tillsammans med Georges Auric, Arthur Honegger, Darius Milhaud och Francis Poulenc)
- Marchand des oiseaux, balett, 1922
- Concertino för harpa och orkester, 1927
- Ouverture för orkester, 1932
- Concerto grosso för två pianon, åtta sångare, saxofonkvartett och orkester, 1934
- Prélude et Fugue för orgel (med trumpet och trombone ad libitum), 1939
- Il était un petit navire, opera, 1951
- Parisiana, balett, 1953
- La petite Siréne, radioopera, 1958
- Le maître, kammaropera för radio, 1959 (libretto efter Eugène Ionesco)
- Sonate champêtre för oboe, klarinett, fagott och piano, 1974
- Fleurs de France, balett, 1980